# بات هولمز
بات هولمز (بالإنجليزية: Pat Holmes)‏ هو لاعب كرة قدم أمريكية أمريكي، ولد في 3 أغسطس 1940 في ديورانت في الولايات المتحدة.

## وصلات خارجية
- بات هولمز على موقع مرجع كرة القدم المحترفة.كوم (الإنجليزية)